# Jacques Noris
Jacques Noris – francuski judoka.
Zdobył cztery medale mistrzostw Europy w latach 1963 – 1969, w tym brązowy w drużynie w 1969. Mistrz Francji w 1969 roku.